# SBB Re 460
Die Re 460 sind vierachsige Vielzwecklokomotiven der SBB. Sie gehören zur Lok-2000-Familie. Die Lokomotiven der Lok-2000-Familie sind bis auf Weiteres die letzten Vollbahn-Streckenlokomotiven, die quasi komplett von schweizerischen Unternehmen konstruiert wurden. Der Lokomotivbau in der Schweiz musste inzwischen aus wirtschaftlichen Gründen weitgehend eingestellt werden. Einzig Stadler Rail stellt im Land noch Lokomotiven für den Rangier- und für den Zahnradbetrieb her.

## Geschichte

### Politischer Hintergrund
In den 1970er Jahren evaluierten die SBB für die Schweiz geeignete Formen des Hochgeschwindigkeitsverkehrs. Das Projekt Bahn 2000 nahm langsam Form an und verschiedene Kosten-Nutzen-Analysen führten zur Erkenntnis, dass Infrastruktur und Rollmaterial für eine Geschwindigkeit von maximal 200 km/h auszulegen seien. Trotz verfügbarer (aber noch nicht erprobter) neuerer Technik bestellten die SBB die fünfte und sechste Bauserie (45 + 27 Stück) der bewährten Re 4/4II, welche zwischen 1981 und 1985 abgeliefert wurden. Die Rollmaterial-Industrie, vertreten durch SLM und BBC, baute zur gleichen Zeit die vier Prototyp-Lokomotiven Re 4/4IV, welche 1982 an die SBB übergeben wurden.
Aufgrund des rückläufigen Verkehrsaufkommens blieb die Serienbestellung der Re 4/4IV aus, zumal die Thyristortechnik seit Entwicklung der Drehstrom-Antriebstechnik veraltet war. Für die SBB rückte die S-Bahn Zürich in den Vordergrund. Eine Machbarkeitsstudie der SLM über eine schwere Hochgeschwindigkeits-Lokomotive, wie sie von der SBB gewünscht wurde, belegte, dass diese realisierbar war, allerdings wichtige Entwicklungsschritte noch fehlten. Die SBB vergaben darauf 1985 erstmals einen Entwicklungsauftrag an das Konsortium SLM/BBC. Gemeinsam wurde bis 1987 ein Pflichtenheft erarbeitet, welches gleichzeitig die Offerte der Industrie darstellte.
Die SBB bestellten für den Personenverkehr Ende 1987 eine erste Serie von 12 Lokomotiven, Mitte 1989 eine zweite Serie über weitere 12 Maschinen. Die ersten 12 wurden als Re 4/4VI unter den Betriebsnummern 10701–10712 bestellt, welche zu dieser Zeit allerdings noch von der Ae 3/6I belegt waren.
Im Herbst 1989 beauftragte der Bundesrat die SBB damit, Kapazitäten für den Huckepack-Verkehr bereitzustellen. An der durchgeführten Ausschreibung nahm auch das Konsortium SLM/ABB teil, mit ihrem weiter leistungsoptimierten Konzept Lok 2000 und zwei Varianten davon. Das Konsortium konnte die Ausschreibung für sich entscheiden und erhielt Mitte 1990 den Zuschlag für weitere 75 Maschinen, welche auch als Hupac-Lokomotiven bekannt wurden. Damit hatten die SBB erstmals 99 Lokomotiven eines Typs bestellt, den es zu diesem Zeitpunkt nur auf dem Reissbrett gab.

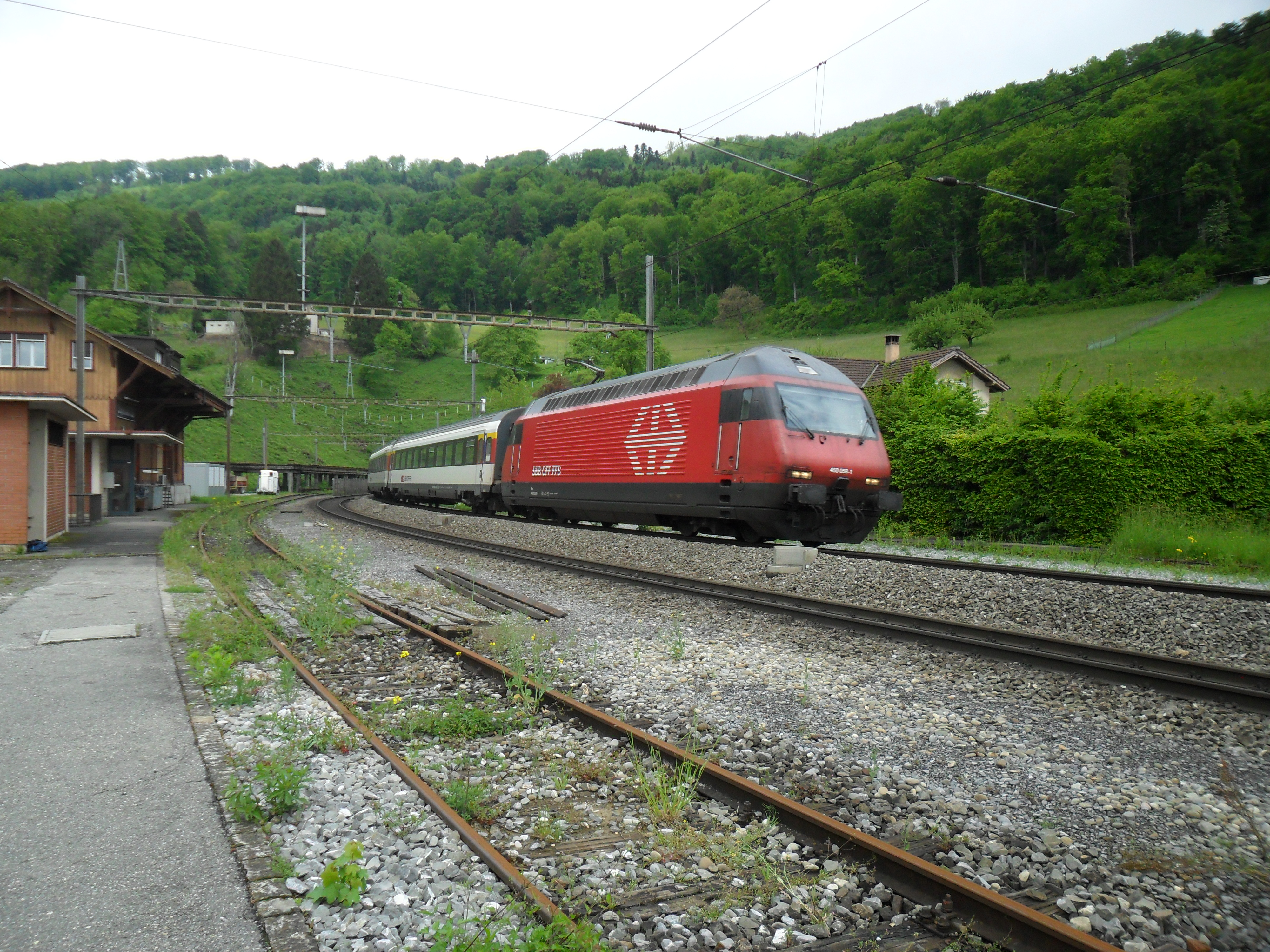
Re 460 058-1 in Rot bei Schinznach-Dorf

Ebenfalls im Herbst 1989 begannen Gespräche zwischen der BLS und dem Konsortium SLM/ABB, welche schliesslich zur Entwicklung der Re 465 führten.
Für den Güterverkehr sollten ursprünglich noch Zwei- oder Viersystemvarianten der Re 460 bestellt werden. Dieses Vorhaben wurde jedoch zu Gunsten der speziell für den Güterverkehr konstruierten Re 482 aufgegeben, da selbst der damalige Preis einer Re 460 deutlich über demjenigen einer heute erhältlichen vergleichbaren Güterzuglokomotive lag.

### Entwicklungsgeschichte
Ein wichtiger Grundbaustein für die Entwicklung der Re 460 war die von SLM und BBC entwickelte Re 456, welche ab 1987 an Privatbahnen geliefert wurde. Die äusserlich der Re 4/4IV verwandten Lokomotiven waren die ersten Umrichterlokomotiven der Schweiz, welche mit GTO-Thyristoren und Drehstrom-Asynchronmotoren arbeiteten. Ab 1989 kam eine Weiterentwicklung der Re 456 mit neuer Formgebung auch bei den SBB zum Einsatz, als Re 450. Teile der elektrischen Ausrüstung der Re 456/450 bildeten die technische Grundlage der Lok 2000.
Der Öffentlichkeit wurde die erste Re 4/4 460, wie sie zu jenem Zeitpunkt hiess, Anfang 1991 in noch nicht betriebsfähigem Zustand vorgestellt. Mitte 1991 legte die 460 000 in Oerlikon ihre ersten Meter aus eigener Kraft zurück. Offiziell ausgeliefert wurde diese Lokomotive am 28. Januar 1992. Bis Anfang 1996 wurden 119 Einheiten der Re 460 gebaut, welche bei den SBB die Betriebsnummern 460 000 bis 118 erhielten.

## Betrieb
Mit der Inbetriebnahme der Re 460 konnten die aus den 1920ern stammenden Ae 3/6 I und Ae 4/7 und die aus den 1940er-Jahren stammenden Re 4/4I ausrangiert werden. Im regelmässigen Verkehr waren die Re 460 nach der Beseitigung vieler Kinderkrankheiten ab 1994 anzutreffen. Sie degradierten im Personenverkehr die Re 4/4II in niedrigere Dienste.
Anfänglich wurden die Re 460 im Personen- wie auch Güterverkehr eingesetzt – teils in Vielfachsteuerung. Bei der Divisionalisierung der SBB per 1. September 1999 gehörten die Re 460 079–118 zum Güterverkehr. Um alle Lokomotiven, die für 200 km/h und Fernsteuerung durch die IC- bzw. IC-2000-Steuerwagen geeignet sind, im Personenverkehr einsetzen zu können, wurden die Re 6/6 umgeteilt und SBB Cargo beschaffte als Ersatz zusätzlich Lokomotiven der Bauart Bombardier Traxx, die die gleiche Leistung aufweisen, aber nur 140 km/h Höchstgeschwindigkeit bieten. Per 1. Januar 2003 wurden die Lokomotiven Re 460 079–095, 2004 die 096–102 und 2005 die restlichen Lokomotiven durch die Division Personenverkehr von Cargo übernommen. Die Re 460 werden nun hauptsächlich mit IC2000-Zügen oder Pendelzügen, bestehend aus EW IV und IC-Bt-Steuerwagen, eingesetzt.

## Modernisierung

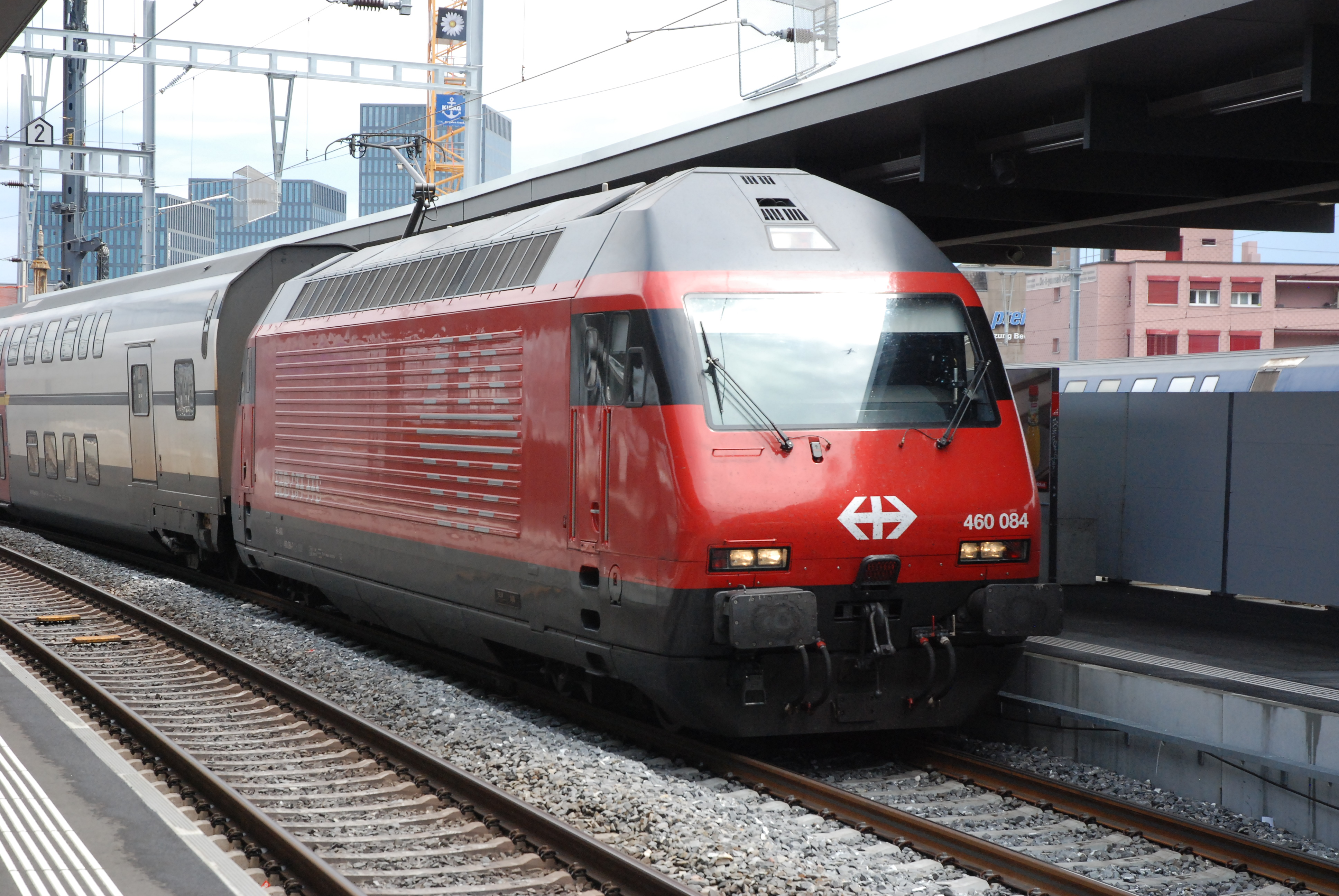
Re 460 084 Refit

Die SBB kündigten an, dass alle ihre 119 Lokomotiven bis Ende 2022 einer Modernisierung unterzogen würden. Dabei wurden unter anderem die GTO- durch IGBT-Umrichter ersetzt, welche die Fahrmotoren mit Strom speisen und Bremsenergie zurückgewinnen. Dank der neuen Umrichter sparen die SBB jedes Jahr 27 Gigawattstunden Energie. Äusserlich erkennbar sind die Loks nach dem Umbau anhand des Signets und der seitlich angebrachten Nummer an der Front sowie eines neuen, glänzend roten Anstrichs. Seit der siebenten umgebauten Lok wird auf das Anbringen der Nummer an der Front verzichtet. Im November 2022 waren alle Lokomotiven umgebaut.

## Variationen der Re 460

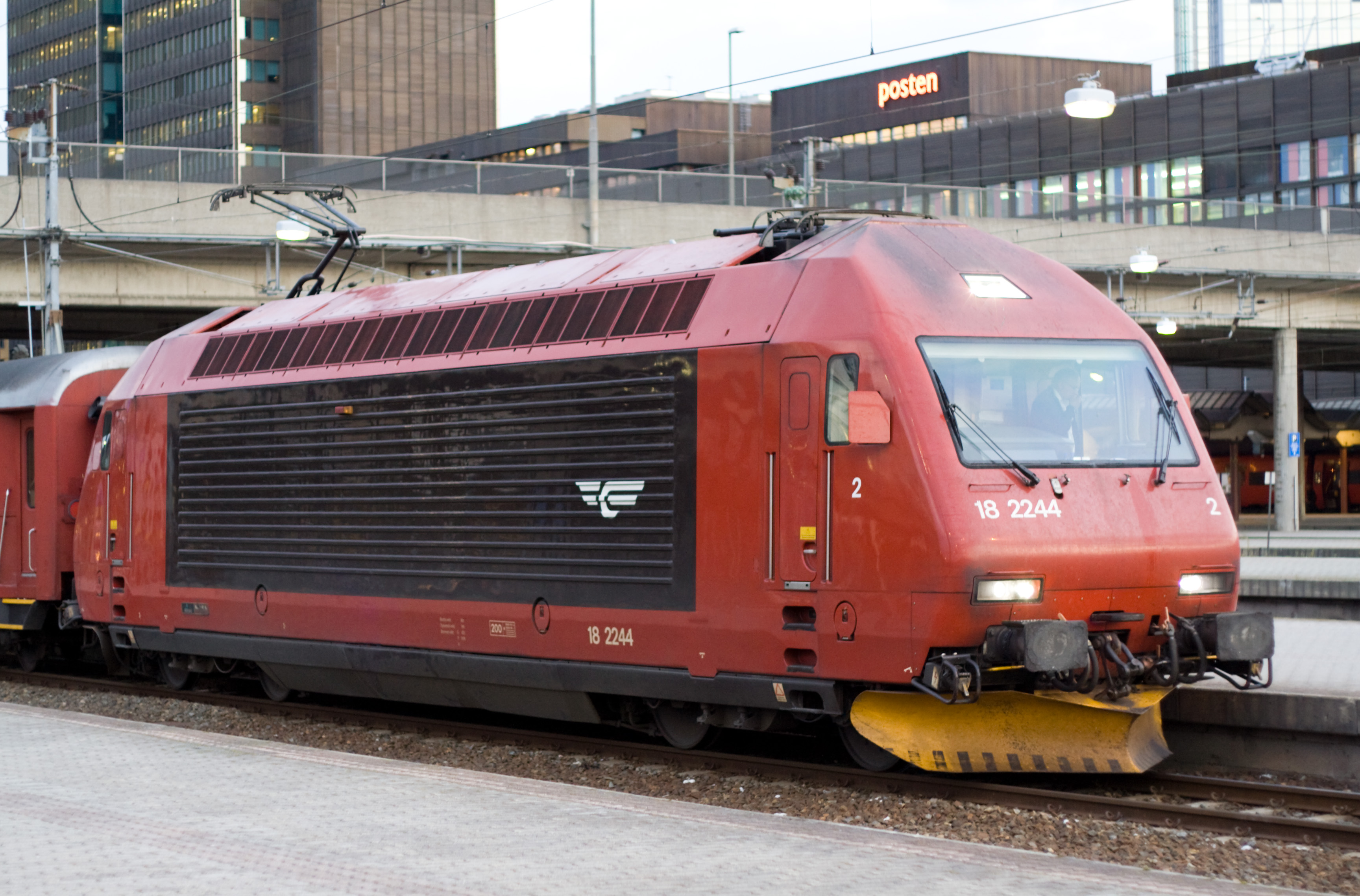
Norwegische Lok des Typs El 18

Ab 2000 wurden einige Re 460 mit Funkfernsteuerung als Ref 460 im Gotthard-Güterverkehr eingesetzt. Die Re 460 wurden in einer etwas leistungsfähigeren Variante als Re 465 für die BLS Lötschbergbahn bestellt. Weitere Ableger der Lok-2000-Familie findet man auch bei ausländischen Bahngesellschaften, so zum Beispiel für die breitspurige VR-Yhtymä (Finnische Staatsbahnen) als Sr2 (46 Stück). Der auffälligste Unterschied zu den schweizerischen Lokomotiven sind die bei den Sr2 fehlenden Seitenschürzen. 22 Maschinen gingen als El 18 an die norwegische Norges Statsbaner und zwei unter der Bezeichnung KCRC TLN/TLS an die Kowloon-Canton Railway Corporation (KCR) (Hongkong/China) für den Betrieb zwischen Kowloon (Hongkong) und Guangzhou.

### Werbelokomotiven

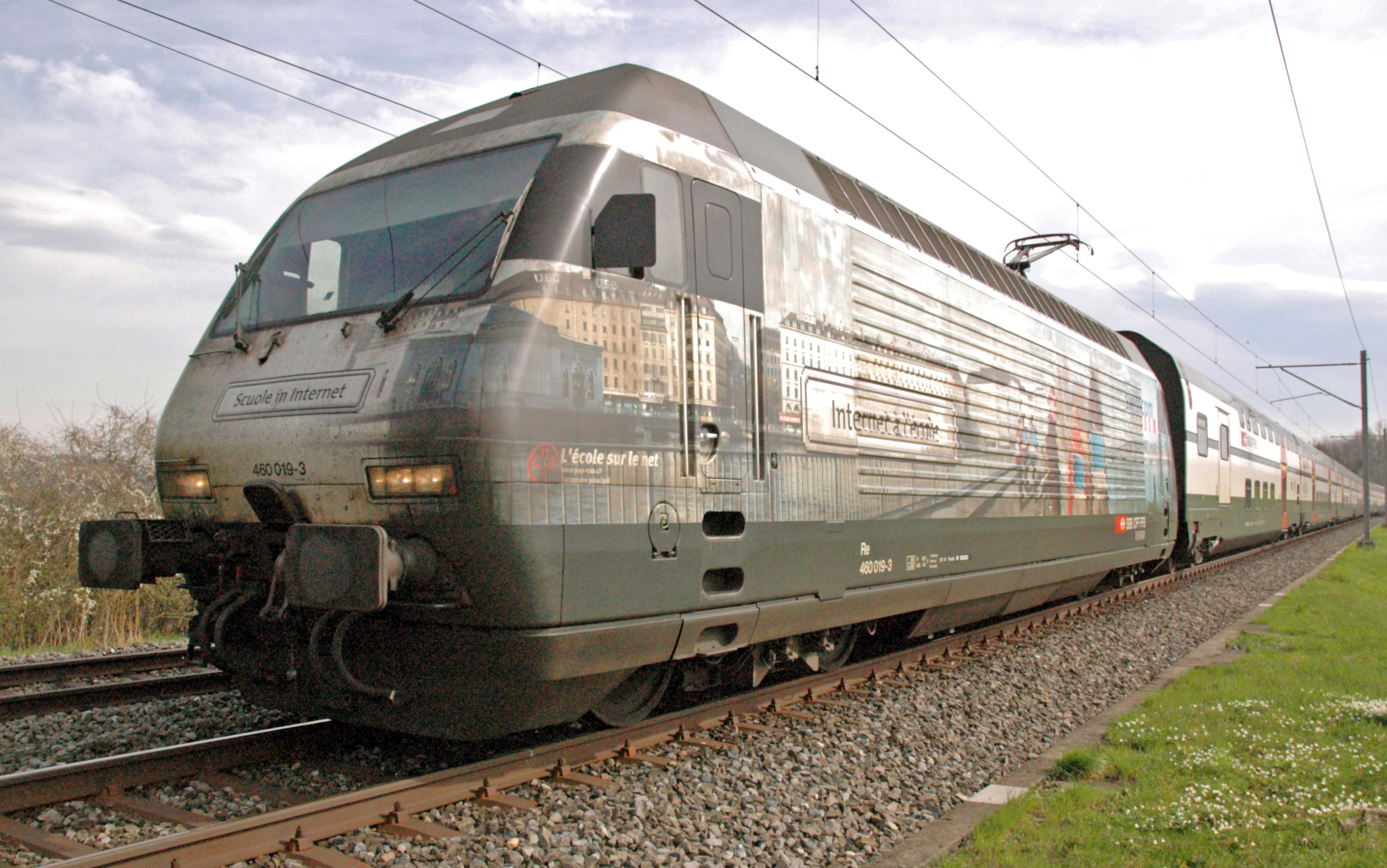
Re-460-Werbelokomotive

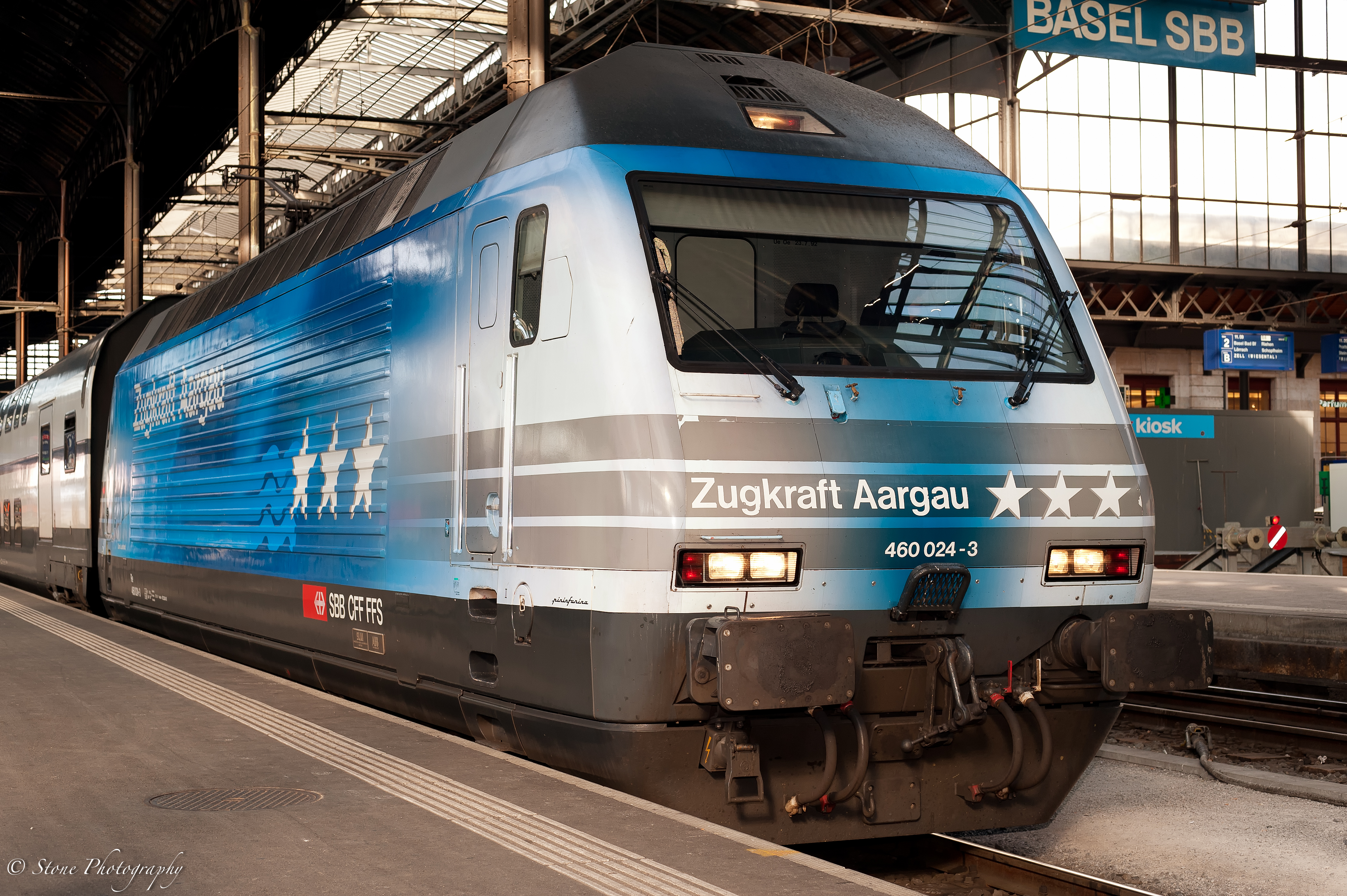
Re-460-Werbelokomotive

Der Filmhersteller Agfa arbeitete zusammen mit der SBB ein Konzept für eine fahrende Ganzwerbung aus. Als erste Werbelokomotive kam die Re 460 015 in den Agfa-Hausfarben und mit Firmenlogo 1994 auf die Schienen. Praktisch zeitgleich erfolgte eine Anfrage von Ciba, heute Novartis. Auch Ciba einigte sich mit den SBB, die Re 460 016 folgte ihrer Schwester im Mai 1994. Heute sind alle Maschinen für Werbung freigegeben. Keine anderen Schweizer Lokomotiven trugen schon so viele verschiedene Farbkleider wie die Re 460. Im November 2022 gab es folgende Re-460-Werbeloks: Re 460 019 «175 Jahre Schweizer Bahnen», Re 460 041 «Coop Tatendrang» und Re 460 072 «Locarno Film Festival».

### Taufnamen
Siehe auch: Namen der Re 460 auf Commons
- Re 460 000 Grauholz
- Re 460 001 Lötschberg
- Re 460 002 Seeland
- Re 460 003 Milieu du Monde
- Re 460 004 Uetliberg
- Re 460 005 Val d’Anniviers
- Re 460 006 Lavaux
- Re 460 007 Junior
- Re 460 008 La Gruyère
- Re 460 009 Le jet d’eau
- Re 460 010 Löwenberg
- Re 460 011 Léman
- Re 460 012 Erguël
- Re 460 013 Nord Vaudois
- Re 460 014 Val du Trient
- Re 460 015 –
- Re 460 016 Rohrdorferberg-Reusstal
- Re 460 017 Les Diablerets
- Re 460 018 –
- Re 460 019 Terre Sainte
- Re 460 020 Idée suisse
- Re 460 021 –
- Re 460 022 Sihl
- Re 460 023 Wankdorf
- Re 460 024 Rheintal
- Re 460 025 Striegel
- Re 460 026 Fricktal
- Re 460 027 Joggeli
- Re 460 028 Seetal
- Re 460 029 Eulach
- Re 460 030 Säntis
- Re 460 031 Chaumont
- Re 460 032 –
- Re 460 033 –
- Re 460 034 Aare
- Re 460 035 Frutigland-Oberwallis
- Re 460 036 Franches-Montagnes
- Re 460 037 Sempacher See
- Re 460 038 Hauenstein
- Re 460 039 Rochers de Naye
- Re 460 040 Napf
- Re 460 041 Mendrisiotto
- Re 460 042 Albis
- Re 460 043 Dreispitz
- Re 460 044 Zugerland
- Re 460 045 Rigi
- Re 460 046 Polmengo
- Re 460 047 Maderanertal
- Re 460 048 Züri Wyland
- Re 460 049 Pfannenstiel
- Re 460 050 Züspa
- Re 460 051 Staffelegg
- Re 460 052 Eigenamt
- Re 460 053 Suhrental
- Re 460 054 Dreiländereck
- Re 460 055 Lillehammer
- Re 460 056 Ateliers Industriels Yverdon-les-Bains
- Re 460 057 Val de Ruz
- Re 460 058 La Côte
- Re 460 059 La Béroche
- Re 460 060 Val de Travers
- Re 460 061 Wiggertal
- Re 460 062 Ergolz
- Re 460 063 Brunegg
- Re 460 064 Mythen
- Re 460 065 Rotsee
- Re 460 066 Finse
- Re 460 067 Hohle Gasse
- Re 460 068 Gütsch
- Re 460 069 Verkehrshaus
- Re 460 070 Matthias
- Re 460 071 Mittelland
- Re 460 072 Reuss
- Re 460 073 Monte Ceneri
- Re 460 074 –
- Re 460 075 Schafmatt
- Re 460 076 Leventina
- Re 460 077 Chunnel
- Re 460 078 Monte Generoso
- Re 460 079 Weissenstein/Morgestraich
- Re 460 080 Tre Valli
- Re 460 081 Pfänder
- Re 460 082 Ceresio
- Re 460 083 –
- Re 460 084 Helvetia
- Re 460 085 Pilatus
- Re 460 086 Ägerisee
- Re 460 087 Säuliamt
- Re 460 088 Limmat
- Re 460 089 Freiamt
- Re 460 090 Goffersberg
- Re 460 091 Werdenberg
- Re 460 092 Fridolin
- Re 460 093 Rhein
- Re 460 094 Rhätia
- Re 460 095 Bachtel
- Re 460 096 Furttal
- Re 460 097 Studenland
- Re 460 098 Balsberg
- Re 460 099 Bodensee
- Re 460 100 Tösstal
- Re 460 101 Bözberg
- Re 460 102 Lägern
- Re 460 103 Heitersberg
- Re 460 104 Toggenburg
- Re 460 105 Fürstenland
- Re 460 106 Munot
- Re 460 107 Glärnisch
- Re 460 108 Engadin
- Re 460 109 Alpstein
- Re 460 110 Mariaberg
- Re 460 111 Kempt
- Re 460 112 Thurtal
- Re 460 113 Irchel
- Re 460 114 Circus Knie
- Re 460 115 Heidiland
- Re 460 116 Ostschweiz
- Re 460 117 Zürichsee
- Re 460 118 Gotthard/Gottardo